# Politique aux Îles Marshall
Les Îles Marshall sont une république présidentielle, où le président est à la fois chef de l'État et chef du gouvernement. Le pouvoir exécutif est aux mains du gouvernement tandis que le pouvoir législatif est partagé entre le gouvernement et le parlement. Le pouvoir judiciaire est indépendant des deux premiers. Ce pays est considéré comme une démocratie.

## Pouvoir exécutif
| Fonction                    | Nom         | Parti        | Depuis le      |
| --------------------------- | ----------- | ------------ | -------------- |
| Présidente de la République | Hilda Heine | Indépendante | 3 janvier 2024 |

Le président est élu par le Parlement parmi les membres de ce dernier. Il nomme les ministres, également parmi les parlementaires. En 1979, Amata Kabua est devenu le premier président des Îles Marshall et l'est demeuré jusqu'à sa mort en 1996. Dix hommes ont exercé la fonction après lui, dont deux à titre intérimaire, et une femme, Hilda Heine, a été élue pour la première fois le 28 janvier 2016.

## Pouvoir législatif
Les îles Marshall sont une démocratie multipartite dotée d'un parlement unicaméral, le Nitijeļā, composé de 33 sièges pourvus tous les quatre ans selon un système électoral majoritaire. Dix neuf sièges sont ainsi à pourvoir au scrutin uninominal majoritaire à un tour dans autant de circonscription électorale et 14 au scrutin plurinominal majoritaire dans 5 circonscriptions de 2 à 5 sièges. Les électeurs disposent d'autant de voix que de sièges à pourvoir dans leur circonscription. Les candidats ayant recueilli le plus de voix sont déclarés élus. Le droit de vote s'acquiert à l'âge de 18 ans et voter n'est pas obligatoire.

## Partis politiques et élections
Traditionnellement, il n'existe pas de partis politiques formellement constitués, mais des groupes d’intérêt peu structurés. Deux groupes se partagent la plus grande partie des suffrages, le Parti Kabua d'Imata Kabua et le Parti démocratique uni de Litokwa Tomeing.
Jusqu'en 2019, les émigrés pouvaient participer à distance aux élections. Ceux ci, généralement installés aux États-Unis (ancienne puissance coloniale) conservaient le droit de voter par voie postale lors des élections marshallaises, à condition d'être propriétaire d'un logement aux îles Marshall. Les électeurs émigrés avaient alors un poids électoral non négligeable, ayant renversé en 2011 les résultats dans trois circonscriptions. Leurs bulletins de vote représentait en 2015 près de 60 % du total. L'importance des bulletins de vote en provenance de l'étranger retarde par ailleurs l'annonce des résultats, qui prend habituellement plus d'un mois.

## Pouvoir judiciaire
Le système judiciaire des îles Marshall est à quatre niveaux : une Cour suprême, une Haute Cour, des tribunaux de district ainsi que des tribunaux traditionnels. La compétence de ces derniers est limitée aux cas concernant les droits immobiliers et autres litiges relevant du droit coutumier.

## Contexte politique

### Démocratie
La démocratie est relativement récente et cohabite avec les structures hiérarchiques traditionnelles. Les deux premiers présidents étaient issus des chefs de tribus.
Plusieurs élections locales et nationales ont eu lieu depuis la fondation de la république des îles Marshall en 1979. Quelques incidents ont émaillé le paysage politique, en particulier des pressions de la part du pouvoir exécutif sur les tribunaux et la presse. Le Parti démocratique unifié remporta les élections de 1999 sur un programme réformateur. Le nouveau gouvernement a affirmé vouloir garantir l’indépendance des tribunaux.

### Défense
La défense militaire est assurée par les États-Unis selon un traité bilatéral. La revendication des îles Marshall sur Wake, annexé par les États-Unis au XIXe siècle et toujours sous administration américaine, est source d’incertitudes en cas de crise impliquant l'atoll.